# 小行星7269
小行星7269（7269 Alprokhorov）是一颗绕太阳运转的小行星，为主小行星带小行星。该小行星于1975年11月2日发现。

## 轨道参数
小行星7269的轨道半长轴为2.9999905 UA，离心率为0.103。